# Yūta Yoneyama
Yūta Yoneyama (米山 裕太?, Yoneyama Yūta; Ranzan, 29 agosto 1984) è un pallavolista giapponese.
Gioca nel ruolo di schiacciatore nei Toray Arrows Shizuoka.

## Carriera
La carriera di Yūta Yoneyama inizia nella Sakado West High School, prima di passare a giocare nella Nippon Sport Science University. Nella stagione 2006-07 inizia la carriera professionistica coi Toray Arrows, coi quali disputa subito due finali scudetto, perse coi Suntory Sunbirds e coi Panasonic Panthers. Nella stagione 2008-09 vince subito la Coppa dell'Imperatore, per poi aggiudicarsi il suo primo scudetto, successo che gli permette di partecipare e vincere il V.League Top Match. Nel 2009 debutta nella nazionale giapponese, vincendo il campionato asiatico e oceaniano, vittoria che qualifica la squadra alla Grand Champions Cup, chiusa al terzo posto. Al termine della stagione 2010-11 vince il Torneo Kurowashiki, venendo inserito nel sestetto ideale della competizione. Nella stagione successiva torna nuovamente in finale scudetto, perdendo contro i Panasonic Panthers; al termine della competizione viene premiato come miglior difesa e miglior spirito combattivo del campionato. Nella stagione 2012-13 riceve i gradi di capitano nel suo club ed è finalista nella Coppa dell'Imperatore, mentre si classifica al terzo posto in campionato, ricevendo il secondo premio consecutivo come miglior difesa. Nella stagione seguente si aggiudica la seconda Coppa dell'Imperatore della sua carriera; con la nazionale, nel 2015, vince la medaglia d'oro al campionato asiatico e oceaniano, successo bissato anche nell'edizione 2017.

## Palmarès

### Club
- Campionato giapponese: 1

2008-09
- Coppa dell'Imperatore: 2

2008, 2013
- Torneo Kurowashiki: 1

2011
- V.League Top Match: 1

2009

### Nazionale (competizioni minori)
- Memorial Hubert Wagner 2015

### Premi individuali
- 2008 - Torneo Kurowashiki: Sestetto ideale
- 2011 - Torneo Kurowashiki: Sestetto ideale
- 2012 - V.Premier League giapponese: Miglior spirito combattivo
- 2012 - V.Premier League giapponese: Miglior difesa
- 2013 - V.Premier League giapponese: Miglior difesa